# Antigen leucocitar uman

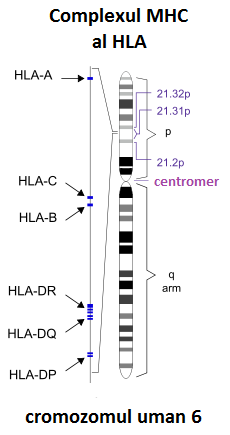
Regiunea HLA a cromozomului 6

HLA (antigenul leucocitar uman) este denumirea pentru antigenele care sunt produsele unui complex de gene situate pe mai mulți loci strâns înlănțuiți, numit complexul major de histocompatibilitate (MHC), localizat pe cromozomul 6. Acest grup de gene este legat de funcția sistemului imunitar la oameni și codifică proteinele aflate pe suprafața celulelor prezentatoare de antigen. Genele HLA sunt versiunile umane ale genelor MHC care se găsesc la majoritatea vertebratelor. Proteinele codificate de anumite gene mai sunt cunoscute și sub numele de antigene, ca rezultat al decoperirii lor istorice ca factori în transplantul de organe. Antigenele leucocitare umane sunt esențiale pentru funcția imunitară, fiind împărțite pe mai multe clase:
- Genele HLA care corespund MHC clasa I (A,B și C) prezintă peptide din interiorul celulei (incluzând peptide virale, dacă sunt acestea sunt prezente). Aceste peptide sunt produse prin digerarea proteinelor în proteazoame. În general, aceste peptide reprezintă polimeri de mici dimensiuni, având o lungime de 8-10 aminoacizi[2]. Antigenele străine prezentate de clasa I MHC atrag celulele T-killer (numite și celulele CD8 + sau celulele T-citotoxice) care distrug celulele.
- Genele HLA care corespund MHC clasa a II-a (DP, DM, DOA, DOB, DQ și DR) prezintă antigene din exteriorul celulei limfocitelor T. Aceste antigene stimulează multiplicarea celulelor T-helper, care, la rândul lor, stimulează celulele B să producă anticorpi specifici acelui antigen. Antigenele proprii (organismului respectiv) sunt inhibate de celulele T-supresoare.
- Genele HLA care corespund MHC clasa a III-a codifică componentele sistemului complement.

Sistemul HLA are și alte roluri. El este important în apărarea împotriva bolilor. De asemenea, tot el reprezintă principala cauză pentru care un organ transplantat este respins de către noua lui gazdă. În plus, HLA ar putea proteja sau nu (dacă este slăbit de o infecție) împotriva cancerelor. Mutațiile din HLA ar putea fi legate de bolile autoimune (ex. diabetul zaharat de tip I, boala celiacă). Este posibil ca HLA să aibă legătură și cu percepția oamenilor asupra mirosului natural al semenilor lor. Nu în ultimul rând, aceste antigene ar putea fi implicate în selecția partenerului. În acest sens, există cel puțin un studiu în urma căruia s-a descoperit o rată a similarității de HLA mai mică decât cea preconizată între soții dintr-o comunitate izolată.
Pe lângă cele 6 proteine majore prezentatoare de antigene, există un număr mare de alte gene, dintre care multe sunt implicate în funcția imunitară, localizate în complexul HLA. Diversitatea genelor HLA în populația umană este o caracteristică a apărării împotriva bolii. Drept urmare, șansa ca două persoane, între care nu există vreo legătură, să aibă molecule HLA identice pe toți locii este foarte scăzută. Genele HLA au fost identificate de-a lungul istoriei ca rezultat al abilității transplantării cu succes a organelor dintre indivizi cu HLA similar.

## Funcții
Proteinele codificate de HLA sunt cele din partea exterioară celulelor organismului, care sunt (ca efect) unice pentru fiecare persoană în parte. Sistemul imunitar folosește genele HLA pentru a diferenția celulele proprii de celulele străine. Orice celulă care afișează caracterele HLA ale unei persoane aparține acelei persoane. Prin urmare, nu este o celulă invadatoare.

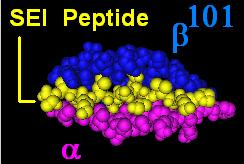
Proteina DR (producțiile genei DRA:DRB1*0101) cu marginea ligandului enterotoxinei stafilococice (subunitatea I-C). Vederea este de sus în jos, prezentând toate reziduurile aminoacidului DR în limita a 5 Ångstromi ai peptidului SEI (enterotoxina stafilococică I).

### În boala infecțioasă
Atunci când un agent patogen străin pătrunde în organism, celule specifice (numite celule prezentatoare de antigene) „înghit” acel patogen printr-un proces numit fagocitoză. Proteinele agentului patogen sunt digerate în mici elemente (peptide) și încărcate pe antigenele HLA (MHC clasa a II-a). Ele sunt apoi prezentate de către celulele prezentatoare de antigene celulelor T, care ulterior produc o varietate de acțiuni menite menite să elimine agentul patogen.
Printr-un proces similar, proteinele produse în interiorul majorității celulelor sunt prezentate pe suprafața celulară a genelor HLA (MHC clasa I). Acest lucru este valabil atât pentru proteinele proprii, cât și pentru cele străine organismului. Celulele infectate pot fi recunoscute și distruse de celulele T CD8+.
Imaginea alăturată relevă un fragment din cuprinsul unei proteine bacteriene dăunătoare (peptidul SEI) dinăuntrul porțiunii dehiscente legate a moleculei HLA-DR1. În ilustrația de jos, în care este descrisă molecula HLA-DQ, se poate observa întreaga porțiune DQ cu o peptidă legată într-o dehiscență similară, văzută din lateral. Peptidele implicate în apariția bolilor încap în aceste fisuri într-un mod asemănător în care o mână încape într-o mănușă. Atunci când sunt legate, peptidele sunt prezentate celulelor T. Acestea necesită o prezentare intermediată de molecule MHC pentru a recunoaște antigenele străine - cerere cunoscută sub numele de condiționarea MHC. Receptorii acestor celule sunt similari cu cei ai celulelor B. Fiecare celulă în parte recunoaște doar câteva dintre combinațiile peptidelor de clasa a II-a. De îndată ce o celulă T recunoaște o peptidă dinăuntrul unei molecule MHC clasa a II-a, poate stimula celulele B care recunosc și ele aceeași moleculă în receptorii lor. Astfel, celulele T ajută celulele B să producă anticorpi împotriva acelorași antigene străine. Fiecare HLA poate lega mai multe peptide. Fiecare persoană are trei tipuri de HLA, putând avea până la 4 izoforme de alele DP, 4 izoforme de alele DQ și 4 izoforme de alele DR (două de DRB1 și două de DRB3, DRB4 sau DRB5) pentru un total de 12 izoforme. În asemenea heterozigoți, este dificil pentru proteinele implicate în boli să scape nedetectate.

### În respingerea transplantului
Orice celulă care afișează alt tip de HLA este considerată străină. Prin urmare, sistemul imunitar al organismului o vede ca pe un invadator. Rezultatul este respingerea țesutului conținând acele celule. Datorită rolului important pe care îl are HLA în transplant, compatibilitatea între locii HLA ai donatorului și primitorului este stabilită, cel mai adesea prin metode serologice sau prin PCR (reacția în lanț a polimerazei).
| Alela HLA                 | Boli cu risc crescut        | Risc relativ |
| ------------------------- | --------------------------- | ------------ |
| HLA-B27                   | Spondilită anchilozantă     | 12           |
| HLA-B27                   | Artrită postgonococică      | 14           |
| HLA-B27                   | Uveită anterioară acută     | 15           |
| HLA-B47                   | deficitul de 21-hidroxilază | 15           |
| HLA-DR2                   | Lupus eritematos sistemic   | 2 to 3       |
| HLA-DR3                   | Hepatită autoimună          | 14           |
| HLA-DR3                   | Sindromul Sjögren primar    | 10           |
| HLA-DR3                   | Diabet zaharat tip I        | 5            |
| HLA-DR3                   | Lupus eritematos sistemic   | 2 to 3       |
| HLA-DR4                   | Artrită reumatoidă          | 4            |
| HLA-DR4                   | Diabet zaharat tip I        | 6            |
| HLA-DR3 și -DR4 combinate | Diabet zaharat tip I        | 15           |
| HLA-DQ2 și HLA-DQ8        | Boală celiacă               | 7            |

### În autoimunitate
Tipurile HLA sunt moștenite, iar unele dintre ele au legătură cu afecțiunile autoimune și alte boli. Persoanele care au un anumit tip de antigene HLA sunt mai susceptibile de a dezvolta boli autoimune precum diabetul zaharat tip I, spondilită anchilozantă, boala celiacă, LES (Lupus eritematos sistemic), miastenia gravis, miozită cu corpi de incluziune, sindromul Sjögren și narcolepsie. Tiparea HLA a condus la unele îmbunătățiri și la accelerarea procesului de diagnosticare a bolii celiace și a diabetului zaharat de tip I. Susceptibilitatea față de boala celiacă este conferită de anumite alele HLA de clasa a II-a din regiunea HLA-DQ. Majoritatea pacienților prezintă fie heterodimerul HLA-DQ2 (codificat de alelele DQA1*05 și DQB1*02), fie heterodimerul HLA-DQ8 (codificat de alelele DQA1*03 și DQB1*0302. Astfel, pentru ca tiparea alelei DQ2 să poată fi folositoare, este necesară fie tiparea B1 la rezoluție mare (prin descompunerea *0201 de *0202), fie tiparea DQA1. O altă soluție ar fi serotiparea a DR, dat fiind că majoritatea pacienților prezintă haplotipul DR3-DQ2 sau sunt heterozigoți pentru DR5-DQ7/DR7-DQ2. Pacienții negativi pentru DQA1*05 și DQB1*02 sunt adesea pozitivi pentru haplotipul DRB1*04-DQA1*03-DQB1*0302 (haplotip DR4-DQ8). Tipările serologice utilizate în mod curent pot descompune molecula DQ8 într-o singură etapă. Stabilirea gradului de compatibilitate al HLA în autoimunitate folosită din ce în ce mai des în procesul de diagnosticare. În boala celiacă, acestea reprezintă singurele mijloace eficiente de a face distincție între rudele de gradul I care prezintă un risc pentru boală și cele care nu prezintă un astfel de risc. Susceptibilitatea este dată de apariția (câteodată ireversibilă) a unor simptome cum ar fi alergiile și bolile autoimune secundare.

### În cancer
Câteva dintre bolile mediate de HLA sunt implicate în mod direct în declanșarea cancerului. Enteropatia glutenică (boala celiacă) este asociată cu o prevalență crescândă a limfomului cu celula T asociat enteropatiei. Homozigoții DR3-DQ2 fac parte din grupul cu riscul cel mai mare, fiind implicați în aproape 80% de cazuri de limfoame cu celula T asociate enteropatiei. Cu toate acestea, mult mai des, moleculele HLA au rol protector, recunoscând creșteri în antigenele care nu sunt tolerate din cauza nivelurilor scăzute din starea lor normală. Celulele anormale pot fi ținta apoptozei, despre care se consideră că mediază multe cancere înainte ca acestea să fie diagnosticate.

### În selectarea partenerului
Există dovezi pentru alegerea nealeatorie a partenerului în ceea ce privește anumite caracteristici genetice. Acest lucru a condus la dezvoltarea unui domeniu cunoscut ca fiind Potrivirea genetică (alegerea partenerului potrivit, pe criterii genetice).

## Clasificare

Reprezentarea schematică a MHC clasa I

Proteinele din MHC clasa I formează un receptor funcțional pe majoritatea celulelor nucleate ale organismului.
În HLA există 3 gene MHC clasa I majore și 3 gene MHC clasa I minore:
- HLA-A
- HLA-B
- HLA-C
- genele minore sunt HLA-E, HLA-F și HLA-G
- β2-microglobulină se leagă de subunitățile genelor majore și minore pentru a produce un heterodimer.

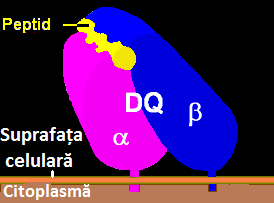
Ilustrație a unei molecule HLA-DQ (mov și albastru) cu un ligand (galben) plutind pe membrana plasmatică a celulei.

În MHC clasa a II-a există 3 proteine majore și 3 proteine minore, codificate de către HLA. Genele din clasa a II-a se combină pentru a forma receptorii heterodimerici (αβ) ai proteinei care sunt exprimați pe suprafața celulelor prezentatoare de antigen.
MHC clasa a II-a majoră
- HLA-DP
  - lanțul α codificat de locusul DPA1 al HLA
  - lanțul β codificat de locusul HLA-DPB1
- HLA-DQ
  - lanțul α codificat de locusul HLA-DQA1
  - lanțul β codificat de locusul HLA-DQB1
- HLA-DR
  - lanțul α codificat de locusul HLA-DRA
  - 4 lanțuri β (doar 3 posibile per persoană), codificate de locii HLA-DRB1, DRB3, DRB4, DRB5

Celelalte proteine ale MHC clasa a II-a, DM și DO, sunt folosite în procesarea internă a antigenelor, încărcând peptidele generate de către agenții patogeni pe moleculele HLA ale celulelor prezentatoare de antigen.

### Nomenclatură
Alelele HLA sunt în mod obișnuit notate printr-o varietate de grade de detalii. Majoritatea acestor indicații încep cu HLA- și numele locusului, urmat apoi de „*” și câteva cifre care specifică alela. Primele două cifre specifică un grup de alele. Metodologiile de notare mai vechi adesea nu reușeau să distingă complet alelele și astfel se opreau la acest nivel. Cifrele de pe pozițiile trei și patru semnifică o alelă sinonimă. Cifrele de pe pozițiile cinci și șase denotă orice mutații sinonime dinăuntrul regiunii codificatoare a structurii genei. Cifrele de pe pozițiile șapte și opt disting mutații ce au loc în afara regiunii codificatoare. Litere precum L, N, Q sau S pot urma denumirii unei alele pentru a specifica un anumit nivel de expresie sau date non-genomice cunoscute despre alelă. Până în acest moment, o alelă descrisă complet poate avea o lungime de până la 9 caractere, neincluzând prefixul HLA și notarea locusului.

### Variabilitate

Expresia codominantă a genelor HLA.

La mamifere, locii MHC sunt printre locii ce codează proteine cu cea mai mare variabilitate genetică, situație ce este identică la specia umană. În urmă cu mai mult de 150.000 ani, populația umană a avut parte de o comprimare în urma căreia multe alele au fost fixate. În pofida acestui fapt, locii HLA arată că au trecut de acest eveniment păstrând o mare variabilitate genetică. Din cei 9 loci menționați mai sus, majoritatea rețin o duzină sau chiar mai multe grupuri alelice, variabilitate cu mult mai conservată decât vasta majoritatea a locilor umani. Acest fapt este în concordanță cu heterozigoția sau coeficientul polimorfismului echilibrat pentru aceși loci.
În plus, câțiva loci HLA se numără printre regiunile codificatoare ale genomului uman cu evoluția cea mai rapidă. Unul din mecanismele ce realizează diversificarea a fost identificat studiind triburile amazoniene din America de Sud la care se pare că s-a produs o conversie genică intensă între diverse alele și loci din cadrul fiecărei clase de gene HLA. Mai puțin frecvent, s-au observat recombinări productive la distanțe mari între genele HLA ce produc gene himerice.
Șase loci au peste 100 de alele care au fost detectate la populația umană. Dintre acestea, cele cu gradul de variabilitate cel mai mare sunt HLA-B și HLA-DRB1. Numărul alelelor care au fost identificate (până în anul 2012) sunt listate în tabelul de mai jos. Pentru a putea interpreta acest tabel, este necesar a considera că o alelă reprezintă o variație a unei secvențe nucleotidice (ADN) la un locus. Astfel, fiecare alelă în parte diferă de celelalte în cel puțin o poziție (polimorfism uninucleotidic, SNP). Multe dintre aceste schimbări duc la o modificare a secvenței aminoacidice aproteinei, rezultând diferențe funcționale de la ușoare până la semnificative.
Sunt anumite piedici care limitează această variație. Anumite alele, precum DQA1*05:01 și DQA1*05:05, codifică proteinele cu produși procesați în mod identic. Alte alele, cum ar fi DQB1*0201 și DQB1*0202, produc proteine a căror funcționalitate este similară. Pentru clasa a II-a (DR, DP și DQ), modificarea aminoacizilor din punga de legare a receptorului tind să producă molecule cu afinități diferite.

#### Tabele de alele care prezintă variații
Numărul alelelor care prezintă variații la locii din clasa I, conform bazei de date IMGT-HLA, actualizată ultima dată în iunie 2012:
| MHC clasa I     | MHC clasa I |
| --------------- | ----------- |
| locus           | #           |
| Antigene majore |             |
| HLA A           | 1,884       |
| HLA B           | 2,490       |
| HLA C           | 1,384       |
| Antigene minore |             |
| HLA E           | 11          |
| HLA F           | 22          |
| HLA G           | 49          |

Numărul alelelor care prezintă variații la locii din clasa a II-a (DM, DO, DP, DQ, și DR):
| MHC clasa a II-a                                     | MHC clasa a II-a | MHC clasa a II-a | MHC clasa a II-a | MHC clasa a II-a    |
| ---------------------------------------------------- | ---------------- | ---------------- | ---------------- | ------------------- |
| Locusul                                              | -A1              | -B1              | de la -B3 la B51 | Combinații posibile |
| HLA                                                  | #                | #                | #                | (teoretic)          |
| DM-                                                  | 7                | 13               |                  | 91                  |
| DO-                                                  | 12               | 13               |                  | 156                 |
| DP-                                                  | 34               | 155              |                  | 5,270               |
| DQ-                                                  | 47               | 165              |                  | 7,755               |
| DR-                                                  | 7                | 1,094            | 92               | 8,302               |
| 1Prezența DRB3, DRB4, DRB5 la oameni este variabilă. |                  |                  |                  |                     |

#### Trăsăturile secvenței și tipul mutației
Gradul mare de variabilitate a genelor HLA ridică o serie întreagă de provocări în investigarea rolului pe care îl au variațiile genetice ale HLA în boli. De regulă, studiile privind bolile care se asociază tratează fiecare alelă HLA ca pe o unitate singulară completă. Acest lucru nu reușește să clarifice care părți din moleculă sunt asociate cu boala. Karp D. R. și colaboratorii săi au descris o abordare inedită a trasăturilor secvenței și tipului mutației (eng. Sequence Feature Variant Type, SFVT) pentru analiza genetică a HLA. Aceasta categorizează proteinele HLA în trăsături secvențiale mai mici (relevante din punct de vedere biologic) și tipurile mutațiilor lor. Caracteristicile secvenței sunt combinații ale pozițiilor aminoacizilor definite pe baza informației structurale (ex. structura beta 1), informației funcționale (ex. legăturile antigenice ale peptidului) și polimorfismului. Aceste caractere secvențiale se pot suprapune în mod continuu sau discontinuu în secvența liniară. Tipurile de mutații pentru fiecare trăsătură a secvenței sunt definite pe baza tuturor polimorfismelor cunoscute în locusul HLA care este descris. Categorisirea HLA pe baza SFVT se aplică în analizele genetice asociate, astfel încât să poată fi identificate efectele și rolurile epitopilor împărțite de mai multe alele HLA . Caracteristicile secvenței și tipurile mutației lor au fost descrise pentru toate proteinele HLA clasice. Toate informațiile internaționale privind SFVT ale HLA vor fi păstrate în baza de date IMGT/HLA. O unealtă care poate converti alelele HLA în componentele lor SFVT poate fi găsit pe website-ul Bazei de date imunologice (Immunology Database) și a Portalului de Analiză (Analysis Portal, ImmPort).

#### Alele comune bine documentate și alele rare
Cu toate că numărul alelelor HLA individuale identificate este mare, aproximativ 40% dintre ele par să fie unice, fiind găsite doar la anumiți indivizi în parte. Aproape o treime dintre alele au fost identificate la mai mult de trei persoane între care nu există vreo legătură de rudenie. Din cauza acestei variații a ratei la care fiecare alelă HLA este detectată, s-a încercat categorisirea alelelor la fiecare locus HLA în funcție de prevalența lor. Rezultatul este un catalog bine documentat al alelelor comune și bine documentate și un catalog al alelelor rare și foarte rare.
Alelele comune sunt definite ca alele ce sunt observate cu o frecvență de cel puțin 0,001 în populațiile studiate, de cel puțin 1500 de persoane. Inițial, alelele HLA comune au fost definite ca alelele identificate de cel puțin trei ori la persoane între care nu există vreo legătură de rudenie. Acum sunt definite ca alele ce au fost detectate de cel puțin cinci ori la persoane neînrudite și tipate prin secvențializarea ADNului (eng. sequence-based typing, SBT) sau de cel puțin trei ori (prin aceeași metodă) într-un haplotip specific la persoane neînrudite. Alelele rare sunt definite ca fiind alele care au fost raportate de 1-4 ori. Alelele foarte rare sunt cele raportate doar o singură dată.

##### Tabelul alelelor HLA din fiecare categorie de prevalență
Cu toate că prezenta desemnare a alelelor ca fiind comune și rare/foarte rare a fost realizată folosind diferite seturi de date și diferite versiuni ale bazei de date IMGT/HLA, proporția aproximativă a alelelor fiecărui locus HLA din fiecare categorie este exprimată în tabelul de mai jos.
| Locusul HLA | # Alele comune | % Alele comune | # Alele bine documentate | % Alele bine documentate | # Alele rare | % Alele rare | # Alele foarte rare | % Alele foarte rare | % Alele categorisite |
| ----------- | -------------- | -------------- | ------------------------ | ------------------------ | ------------ | ------------ | ------------------- | ------------------- | -------------------- |
| A           | 68             | 3.4%           | 178                      | 8.8%                     | 145          | 21.5%        | 280                 | 41.6%               | ~75%                 |
| B           | 125            | 4.8%           | 242                      | 9.3%                     | 190          | 17.6%        | 468                 | 43.5%               | ~75%                 |
| C           | 44             | 2.8%           | 102                      | 6.6%                     | 77           | 21.4%        | 154                 | 42.8%               | ~74%                 |
| DRB1        | 79             | 6.8%           | 147                      | 12.7%                    | 133          | 22.7%        | 206                 | 35.2%               | ~77%                 |
| DRB3        | 5              | 8.6%           | 7                        | 12.1%                    |              |              |                     |                     | ~21%                 |
| DRB4        | 6              | 40.0%          | 2                        | 13.3%                    |              |              |                     |                     | ~53%                 |
| DRB5        | 5              | 25.0%          | 3                        | 15.0%                    |              |              |                     |                     | ~40%                 |
| DQA1        | 15             | 31.9%          | 4                        | 8.5%                     | 9            | 26.5%        | 7                   | 20.6%               | ~88%                 |
| DQB1        | 22             | 12.5%          | 8                        | 4.5%                     | 26           | 28.9%        | 42                  | 45.2%               | ~91%                 |
| DPA1        | 6              | 17.6%          | 0                        | 0.0%                     | 4            | 14.8%        | 15                  | 55.6%               | ~88%                 |
| DPB1        | 40             | 28.8%          | 14                       | 9.0%                     | 29           | 22.7%        | 29                  | 32.8%               | ~90%                 |
| Toți locii  | 415            | 5.3%           | 707                      | 9.0%                     | 613          | 20.6%        | 1214                | 40.8%               | ~76%                 |

### Examinarea tipurilor de HLA

#### Serotipul și numele alelelor
Există două sisteme paralele de nomenclatură care se aplică la HLA. Primul și cel mai vechi sistem se bazează pe recunoașterea serologică (bazată pe anticorpi). În acest sistem, antigenelor le erau în cele din urmă atașate litere și numere (ex. HLA-B27 sau prescurtat, B27). Ulterior, a fost dezvoltat un sistem paralel care a permis o definire mai rafinată a alelelor. În acest sistem, prefixul „HLA” este folosit în conjunctură cu o literă, apoi „*”, urmată de un număr format din patru sau mai multe cifre (ex. HLA-B*08:01, A*68:01, A*24:02:01N N=nul), pentru a desemna o alelă specifică unui locus HLA dat. Locii HLA pot fi clasificați mai departe în MHC clasa I și MHC clasa a II-a (sau rar, locusul D). La fiecare doi ani, o nouă nomenclatură este pusă la dispoziția cercetătorilor pentru a-i ajuta să interpreteze, de la serotipuri până la alele.

#### Serotipare
Pentru a crea un reactiv care să fie folosit pentru identificare, ar trebui să fie prelevat sânge de la animale sau oameni. Celulele sanguine ar fi apoi separate de ser, iar serul diluat până când atinge senzitivitatea optimă și folosit pentru distinge celulele de alți indivizi sau animale. Astfel, serotiparea a devenit un mijloc barbar de identificare a receptorilor HLA și a izoformelor receptorilor. Peste ani, serotiparea anticorpilor a devenit mai rafinată, pe măsură ce tehnicile folosite pentru creșterea gradului de sensibilitate s-au îmbunătățit, ceea ce a dus în același timp la descoperirea de noi anticorpi. Unul dintre obiectele analizei serotipării este acela de a umple lacunele din analiză. Pentru o tipare adevată a alelelor, se poate avea în vedere prognosticul pe baza metodei rădăcinii pătrate sau metodei probabilității celei mai mari, sau analiza haplotipurilor familiale. Aceste studii care utilizează tehnici de serotipare au relevat în mod frecvent, în special pentru populațiile non-europene și nord-asiatice, un număr mare de serotipuri nule. Până de curând, acest lucru s-a dovedit problematic, în mod deosebit pentru locusul Cw. Aproape jumătate din serotipurile Cw au rămas neprecizate în studiul din 1991 asupra populației umane.
Există mai multe modele de serotipuri. O serotipare întinsă care folosește un antigen reprezintă o metodă brută de identificare a celulelor. Spre exemplu, serotipul HLA A9 recunoaște celulele alelelor A23 și A24 ale indivizilor cu caractere asemănătoare. De asemenea, poate recunoaște și celulele nedectate de A23 și A24, din cauza unor mici variații. A23 și A24 sunt antigene divizate, însă de regulă anticorpii specifici fiecăreia dintre ele sunt utilizate mult mai des decât anticorpii antigenelor de pe o arie mai întinsă.

#### Tiparea celulară
O probă celulară reprezentativă este dată de cultura limfocitară mixtă (MLC) și este utilizată pentru determinarea tipurilor clasei a II-a HLA. Proba celulară are un grad de sensibilitate mai mare decât serotiparea în detectarea diferențelor HLA. Acest lucru se întâmplă din cauza faptului că diferențele minore nedectate de serurile antiimune alogenice pot stimula celulele T. Această tipare este desemnată ca fiind tipurile Dw. DR1 (un serotip HLA-DR) este definită din punct de vedere celular ca aparținând de Dw1 sau de Dw20. Acest mod de definire se aplică și pentru celelalte serotipuri DR. Tabelul relevă specificități celulare asociate pentru alelele DR. Totuși, tiparea celulară prezintă o inconsistență în ceea ce privește reacția dintre indivizii la care a fost efectuată tiparea celulară, astfel că uneori rezultate obținute pot diferi de cele prognozate. Alături de dificultatea ei în generarea și menținerea tipării celulare a reactivilor, proba celulară a început să fie înlocuită cu metoda de tipare a ADN-ului (sau metoda de genotipare).

#### Secvențierea genei
La nivelul subregiunilor care prezintă o similaritate în raport cu alte tipuri, pot fi observate reacții minore față de alelele (produși ai genei) unui grup de serotipuri. Secvența antigenelor determină reactivitățile anticorpului, având astfel o bună capacitate de secvențiere (sau tipare pe bază de secvență), evită necesitatea reacțiilor serologice. Prin urmare, diferite reacții de serotipuri pot indica nevoia de a secvenția gena HLA a unei persoane pentru a determina o nouă secvență a genei. Tiparea pe o arie întinsă a antigenelor sunt încă folositoare, cum ar fi tiparea populațiilor cu o diversitate foarte mare, care au multe alele HLA neindentificate (Africa, Arabia, Iranul de Sud-Est, Pakistan și India). Africa, Iranul de Sud și Arabia prezintă dificultățile apărute în zonele stabilite mai demult, în care s-a făcut tiparea. Diversitatea alelică face să fie necesară utilizarea unui tipării pe o arie întinsă a unui antigen, urmată de secvențierea genei, din cauza faptului că există un risc crescut în identificarea eronată de către tehnicile de serotipare.
În cele din urmă, decizia privind intrarea unor alele într-un grup de serotipare, în funcție de secvență sau de reactivitate, este luată în cadrul unui seminar orientat în jurul secvențierii. De îndată ce secvența este verificată, îi este atașată un număr. De exemplu, o nouă alelă a B44 ar putea avea serotipul  B*44:65, din moment ce este a 65-a alelă a B44 descoperită. Cartea scrisă de către Marsh și colaboratorii săi (2005) poate fi considerată o carte de coduri pentru serotipurile și genotipurile HLA. Aceasta apare bianual și este actualizată lunar în revista Antigenele țesutului (eng. Tissue Antigens).

#### Fenotiparea
Tiparea genei este diferită față de secvențierea sau serotiparea genei. Cu această strategie, sunt utilizați primerii reacției în lanț a polimerazei (PCR) specifici unei diverse regiuni a ADN-ului (reacția în lanț a primerului singular specific al polimerazei, SSP-PCR). Dacă este găsit un produs de dimensiune potrivită, presupunerea este aceea că alela HLA a fost identificată. Noi secvențe de genă rezultă adesea în creșterea gradului de ambiguitate. Datorită faptului că tiparea genei se bazează pe SSP-PCR, este posibil ca noile variații, în special cele din clasa I și locii DRB1, să fie omise.
Spre exemplu, SSP-PCR din cadrul unei situații clinice este adesea folosit pentru identificarea fenotipurilor HLA. Un exemplu pentru un fenotip extins, la o persoană, ar putea fi următorul:
A*01:01/*03:01, C*07:01/*07:02, B*07:02/*08:01, DRB1*03:01/*15:01,
DQA1*05:01/*01:02, DQB1*02:01/*06:02
În general, acesta este identic cu serotipul extins:
A1,A3,B7,B8,DR3,DR15(2), DQ2,DQ6(1)
În cazul multor populații, precum japonezii sau populațiile europene, tiparea s-a făcut la atât de mulți pacienți, încât alelele noi sunt relativ rare. Astfel, SSP-PCR este mai mult decât adecvat pentru rezoluția alelelor. Haplotipurile pot fi obținute prin tiparea membrilor de familie, în zonele din lume unde SSP-PCR nu reușește să recunoască alelele și tiparea necesită secvențierea unor noi alele. Zonele din lume unde SSP-PCR sau serotiparea ar putea fi inadecvată includ Africa Centrală, Africa de Est, părți din sudul Africii, Arabia, sudul Iranului, Pakistan și India.

#### Haplotipuri
Un haplotip HLA reprezintă o serie de „gene” HLA (loci-alele) în funcție de cromozom, unul transmis de la mamă, iar altul de la tată.
Fenotipul exemplificat mai sus este unul dintre cel mai des întâlnite din Irlanda și este rezultatul a două haplotipuri genetice ce se întâlnesc în mod obișnuit:
A*01:01 ; C*07:01 ; B*08:01 ; DRB1*03:01 ; DQA1*05:01 ; DQB1*02:01
(prin serotiparea A1-Cw7-B8-DR3-DQ2)
care este numită Super-B8 sau haplotipul ancestral și
A*03:01 ; C*07:02 ; B*07:02 ; DRB1*15:01 ; DQA1*01:02 ; DQB1*06:02
(prin serotiparea A3-Cw7-B7-DR15-DQ6 sau varianta mai veche  „A3-B7-DR2-DQ1”)
Aceste haplotipuri pot fi folosite pentru a urmări migrațiile populației umane. Ele sunt adesea ca un fel de „amprentă digitală” al unui eveniment care a avut loc în cursul evoluției. Haplotipul Super-B8 se găsește numai în acele zone în care au migrat vest-europenii. „A3-B7-DR2-DQ1” este mult mai larg răspândit, pe o arie cuprinsă între Asia de Est și Iberia. Haplotipul Super-B8 este asociat cu un număr de boli autoimune ce sunt asociate cu dietele (ex. dieta bogată în sare). Există un număr de aproximativ 100.000 de haplotipuri extinse, însă doar câteva dintre ele prezintă un caracter nodal și vizibil în cadrul populației umane.

## Rolul variației alelice
Studiile efectuate pe oameni și animale au implicat un mecanism de selecție heterozigotică ce a operat pe acești loci ca o explicație pentru această variabilitate excepțională. Un mecanism credibil este acela al selecției sexuale, prin care femelele reușesc să detecteze masculi cu un HLA diferit față de al lor. În timp ce locii codificate DQ și DP au mai puține alele, combinații de A1:B1 pot produce un potențial teoretic de 7.755 DQ αβ heterodimeri, respectiv 5.270 DP. Cu toate că numărul de izoforme existente la populația umană nu se apropie deloc de aceste numere, fiecare individ poate produce 4 izoforme DQ și DP variabile, mărind numărul potențial de antigene pe care acești receptori le pot prezenta sistemului imunitar.
Studii privind poziția variabilă a DP, DR și DQ au relevat faptul că reziduurile de contact ale antigenului peptidic la clasa a II-a de molecule sunt în mod frecvent sediul unei variații în structura primară a proteinei. Prin urmare, printr-o combinație de variație alelică și/sau împerechere subunitară, clasa a II-a de receptori peptidici sunt capabili de a lega o variație aproape infinită de peptide ce conțin 9 aminoacizi sau mai mulți, în lungime, protejând subpopulațiile încrucișate de boli de riscul apariției unor boli sau epidemii. Indivizii dintr-o populație prezintă în mod frecvent haplotipuri diferite, rezultând multe combinații, chiar și în grupuri mici. Diversitatea crește gradul de supraviețuire al unor astfel de grupuri și inhibă evoluția epitopilor din agenții patogeni, care altfel ar putea să fie protejați față de sistemul imunitar.

## Anticorpi
Anticorpii HLA nu survin în mod natural și, cu câteva excepții, sunt formate ca rezultat al unei stimulări imunologice la un material străin. Ei conțin HLA ce nu aparține individului respectiv, apărut în urma unei transfuzii de sânge, naștere (antigeni moșteniți pe cale parentală) sau transplant de organe și țesuturi.
Anticorpi împotriva haplotipurilor HLA asociate cu anumite boli au fost propuși ca tratament pentru boli autoimune severe.
Anticorpii HLA specifici donatorului au fost găsite a fi asociate cu transplanturile de rinichi, inimă, plămân și ficat ce nu au avut succes.

## Alegerea genelor HLA potrivite, pentru frați sau surori bolnave
În unele afecțiuni ce necesită transplantul de celule sușă hematopoietice, diagnosticul preimplantator ar putea fi folosit pentru a da naștere unui frate sau soră compatibil HLA, cu toate că există anumite considerații etice.